# Acontista quadrimaculata
Acontista quadrimaculata es una especie de mantis de la familia Acanthopidae.

## Distribución geográfica
Se encuentra en Brasil y Guatemala.